# Ligne de Bouzonville à Guerstling
La ligne de Bouzonville à Guerstling est une ligne ferroviaire française qui s'embranche à Bouzonville, sur la ligne de Metz-Ville à la frontière allemande vers Überherrn, pour aboutir à Guerstling, à la frontière franco-allemande. Elle est prolongée en Allemagne par la ligne de Dillingen à Niedaltdorf.
Autrefois, elle faisait partie de l'axe stratégique reliant Metz à Dillingen (Sarre) via Bouzonville.
Elle constitue la ligne 176 000 du réseau ferré national.

## Histoire
Cette ligne à double voie a été construite entre 1897 et 1901 par la Direction générale impériale des chemins de fer d'Alsace-Lorraine. Le tronçon entre Bouzonville et Dillingen a été mis en service le 1er juillet 1901. Elle a été prolongée vers Metz en 1908. Après la Première Guerre mondiale, la frontière franco-allemande coupe la ligne entre les gares de Guerstling et Kerprich-Hemmersdorf mais le trafic voyageur s'est poursuivi entre Bouzonville et Dillingen. Après le retour du Territoire du Bassin de la Sarre à l'Allemagne le 1er mars 1935, le tronçon allemand est repris par la Deutsche Reichsbahn. C'est à ce moment qu'est créé la halte de Niedaltdorf, terminus des trains provenant de Dillingen. Les trains en provenance de Bouzonville sont terminus Hemmersdorf. Durant la Seconde Guerre mondiale, le trafic est rétabli entre Metz et Dillingen.
Le 7 octobre 1944, une bombe américaine détruit le pont sur la Sarre. Le trafic voyageurs entre Bouzonville et Niedaltdorf est rétabli à la fin de la Seconde Guerre mondiale. Au titre des dommages de guerre, le pont est reconstruit en 1948 à voie unique. Fin des années 1970, la gare de Siersburg est transformée en halte.
Cette ligne a permis le transport de fonte liquide entre la Dillinger Hütte et les aciéries lorraines.

## Infrastructure
Pour s'adapter aux exigences de la future ligne, du 28 juillet au 19 août 2007, DB Netz a renouvelé 7,5 km de ligne. Le vieilles traverses en bois ont été remplacées par des traverses en béton. Le coût de la réfection s'élève à 3,6 millions d'euros.

## Trafic passager
Depuis 1998, Bouzonville est desservie le vendredi Saint par un train spécial qui a vu le jour sous l'impulsion du syndicaliste Bernard Aubin. Cet ancien cheminot de la gare de Bouzonville, soutenu par les communes partenaires de Bouzonville et de Rehlingen-Siersburg, s'est aussi efforcé depuis cette date de mettre sur rail une relation internationale voyageurs sur un itinéraire Sarrebruck-Luxembourg empruntant cette ligne. Malgré le soutien de nombreux élus locaux en France comme en Allemagne depuis plus de deux décennies, ce projet n'a toujours pas abouti.

## Trafic de marchandise
Seul un petit nombre de trains de marchandises, tractés par des locomotives diesel MaK G 1206 de la SNCF, circulent sur la ligne entre Dillingen (Sarre) et Bouzonville.